# Réservoir Robert-Bourassa
Das Réservoir Robert-Bourassa ist ein Stausee in der kanadischen Provinz Québec. Er liegt in der Region Jamésie, staut den La Grande Rivière und ist ein Hauptbestandteil des Baie-James-Wasserkraftprojekts.

## Beschreibung
Der Stausee stellt das benötigte Wasser für das Wasserkraftwerk Robert-Bourassa (früher La Grande-2 genannt) und das benachbarte Wasserkraftwerk La Grande-2-A bereit. Die beiden Speicherkraftwerke erbringen eine Leistung von 5616 bzw. 2106 MW, ihre Fallhöhen betragen 137,6 bzw. 138,5 Meter. Somit gehören diese Kraftwerke zu den größten Kanadas.
Das Réservoir Robert-Bourassa besitzt eine maximale Fläche von 2835 km² (etwas größer als Luxemburg), das Einzugsgebiet erstreckt sich über eine Fläche von 32.480 km². Ein bedeutender Teil des Wassers stammt aus Anlagen weiter östlich; dazu gehören der Caniapiscau-Stausee, der Réservoir Opinaca und die Umleitung des Rivière Eastmain. Der Stausee besitzt einen Gesamtstauraum von 61,4 Milliarden m³ und einen nutzbaren Speicherraum von 19,365 Milliarden m³.
Der zugehörige Damm Barrage Robert-Bourassa entstand ab 1974. Er ist 162 m hoch, 2836 m lang und 9 m breit, die Aufschüttmasse beträgt 23,192 Millionen m³. Um die Kosten so tief wie möglich zu halten, wurde eine bereits vorhandene Moräne in den Damm miteinbezogen. Die Hochwasserentlastungsanlage ist für eine Wassermenge von 17.600 m³/s ausgelegt. Sie umfasst acht Durchgänge von 12,2 m Breite, getrennt durch sieben Pfeiler mit einem Durchmesser von 4,3 m.
Zusätzlich zum Damm baute man 29 kleinere Deiche mit einer Gesamtlänge von über 25 Kilometern. Der mit Abstand längste ist der Digue Duncan (13,7 km) am Rivière Dessaulniers, einem Nebenfluss südöstlich der Hauptanlagen. Der Fluss fließt in einen See auf einer Höhe von 143,3 Metern, also durchschnittlich 32 Meter tiefer als der Stausee. Um die Überflutung von zusätzlichen 30 km² zu vermeiden und den Lac Dessaulniers in seiner natürlichen Form zu erhalten, entstand zum Zwecke der Wasserstandsregulierung eine Pumpstation. Sie wurde 1977 in Betrieb genommen und besitzt vier Pumpen mit einer Kapazität von je 1,7  m³/s.
Nach vierjähriger Bauzeit begann das Auffüllen des Stausees am 27. November 1978, was etwas mehr als ein Jahr dauerte. Der minimale Seespiegel von 167,6 m wurde am 2. September 1979 erreicht, der maximale Seespiegel von 175,3 m im Dezember desselben Jahres. Zu Beginn hieß der Stausee Réservoir La Grande-2. Am 13. Dezember 1996 wurde er zu Ehren des Quebecer Premierministers Robert Bourassa umbenannt, der zwei Monate zuvor verstorben war und das Wasserkraftprojekt entscheidend vorangetrieben hatte.